# Лебус
Лебус (њем. Lebus) град је у њемачкој савезној држави Бранденбург. Једно је од 45 општинских средишта округа Меркиш-Одерланд. Према процјени из 2010. у граду је живјело 3.270 становника. Посједује регионалну шифру (AGS) 12064268.

## Географски и демографски подаци
Лебус се налази у савезној држави Бранденбург у округу Меркиш-Одерланд. Град се налази на надморској висини од 20 метара. Површина општине износи 54,0 km². У самом граду је, према процјени из 2010. године, живјело 3.270 становника. Просјечна густина становништва износи 61 становника/km².